# Dữ liệu (máy tính)

Các loại dữ liệu có thể được hình dung thông qua một thiết bị máy tính

Dữ liệu là chuỗi bất kỳ của một hoặc nhiều ký hiệu có ý nghĩa thông qua việc giải thích một hành động cụ thể nào đó.
Dữ liệu cần phải được thông dịch để trở thành thông tin. Để dữ liệu thành thông tin, cần xem xét một số nhân tố bao gồm người (hoặc vật)tạo ra dữ liệu và thông tin được mong muốn từ dữ liệu đó. Thuật ngữ siêu dữ liệu chỉ các dữ liệu được dùng làm dữ liệu tham khảo về một dữ liệu khác. Siêu dữ liệu có thể được ngầm hiểu, được chỉ định hoặc cho trước. Dữ liệu liên quan đến  sự kiện hoặc quy trình vật lý thường có nhân tố thời gian. Trong hầu hết các trường hợp, nhân tố thời gian được ngầm hiểu. Ví dụ như máy ghi nhiệt độ nhận được dữ liệu từ cảm biến nhiệt độ. Khi nhận được nhiệt độ, dữ liệu được ngầm định  có tham chiếu thời gian là lúc "bấy giờ". Vì vậy, thiết bị ghi lại cả ngày tháng, thời gian và nhiệt độ. Khi máy ghi dữ liệu báo cáo nhiệt độ, nó cũng phải xuất ra ngày và giờ (chính là siêu dữ liệu) cho từng mốc nhiệt độ.
Dữ liệu số là dữ liệu được biểu diễn bằng hệ số nhị phân dựa trên các số 1 và 0, ngược với dữ liệu tương tự. Trong các hệ thống máy tính hiện đại (sau năm 1960), tất cả dữ liệu đều là dạng số. Trong đa số trường hợp, dữ liệu di chuyển bên trong máy tính dưới dạng dữ liệu song song. Trong khi dữ liệu di chuyển giữa máy tính dưới dạng dữ liệu nối tiếp. Dữ liệu có nguồn gốc từ một thiết bị tương tự, chẳng hạn như cảm biến nhiệt độ, phải đi qua bộ chuyển đổi tín hiệu tương tự thành tín hiệu số (ADC).
Dữ liệu biễu diễn số lượng, tính chất hoặc ký hiệu hoạt động được máy tính lưu trữ  trên ổ cứng từ, đĩa  quang và truyền đi dưới dạng tín hiệu điện.
Chương trình là tập dữ liệu  gồm một chuỗi mã lệnh phần mềm  dùng để điều khiển hoạt động của máy tính hoặc các dạng máy móc khác. Các phần tử của bộ nhớ máy tính vật lý bao gồm một địa chỉ và một byte/từ (word: đơn vị lưu trữ) của bộ nhớ dữ liệu. Dữ liệu số thường được lưu vào các cơ sở dữ liệu quan hệ dạng các bảng hoặc cơ sở dữ liệu SQL và được biễu diễn tổng quát thành các cặp khóa/giá trị trừu tượng.
Dữ liệu có thể được tổ chức trong nhiều loại cấu trúc dữ liệu khác nhau, bao gồm mảng, đồ thị và đối tượng. Cấu trúc dữ liệu lưu nhiều loại dữ liệu khác nhau, bao gồm số, chuỗi và thậm chí các cấu trúc dữ liệu khác. Dữ liệu ra vào máy tính thông qua các thiết bị ngoại vi.
Một cách sử dụng khác, các tệp tin nhị phân (mà con người không thể đọc được) đôi khi được gọi là "dữ liệu", phân biệt với văn bản thô mà "con người có thể đọc được". Ước tính tổng dữ liệu số trong năm 2007 là 281 tỉ gigabytes (= 281 exabytes). Dữ liệu số có ba trạng thái: dữ liệu được lưu trữ, dữ liệu đang vận chuyển và dữ liệu đang sử dụng.